# Musée international des arts modestes

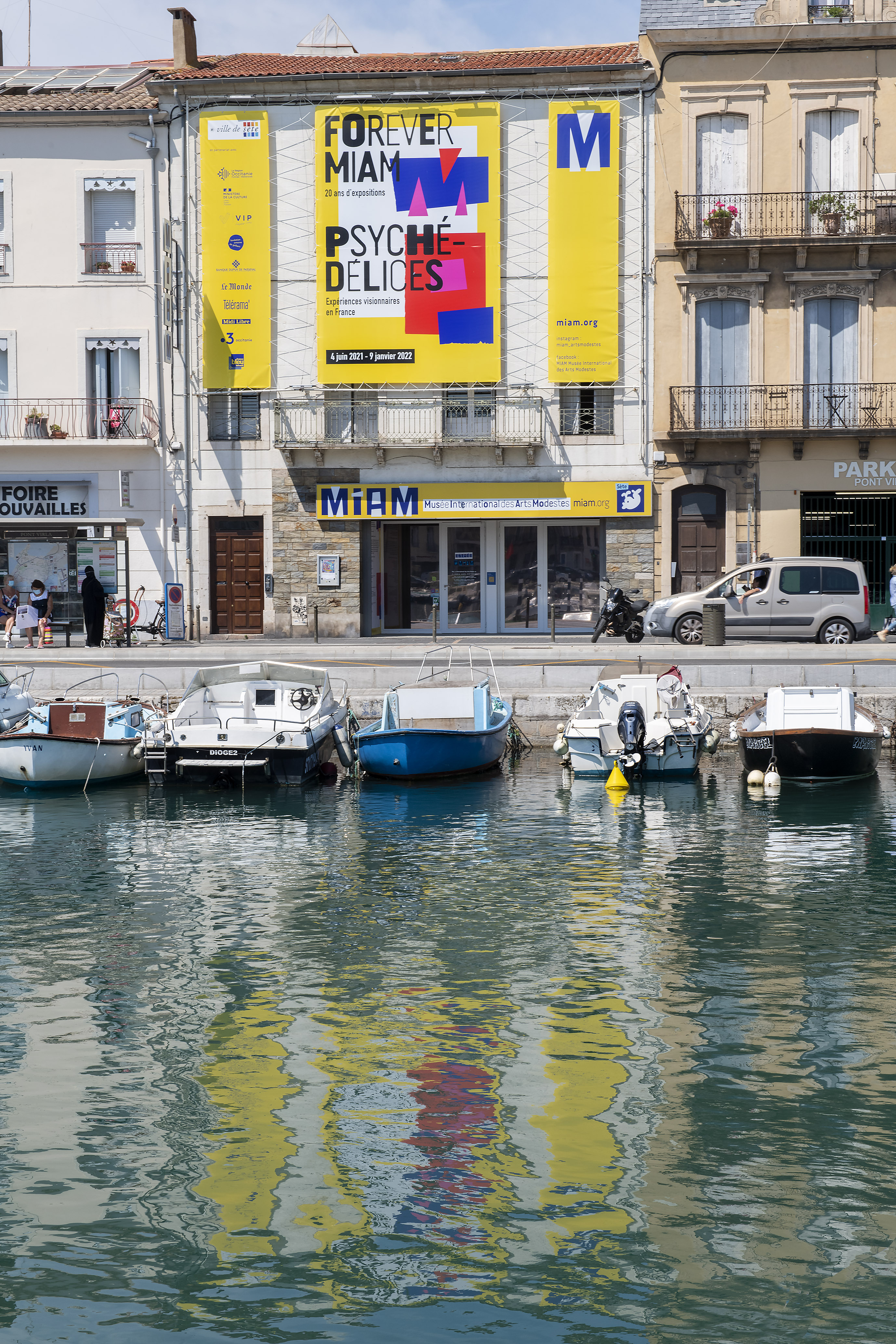
Devanture pour l'exposition des 20 ans du MIAM - Photo: Pierre Schwartz

Le musée international des Arts modestes, ou MIAM, est un musée de Sète, dans le département de l'Hérault, consacré aux arts modestes, créé par Hervé Di Rosa et Bernard Belluc en 2000,,,.

## Présentation
Le musée International des Arts modestes ouvre ses portes à Sète en novembre 2000. Il a été aménagé dans un ancien chai à vin par l'architecte Patrick Bouchain.
En 23 ans d'existence, le MIAM a présenté plus de 50 expositions avec plusieurs milliers d'artistes. Des dizaines de milliers de visiteurs viennent chaque année découvrir les nouvelles expositions ainsi que les Vitrines Modestes (permanentes) de Bernard Belluc.
En 2026, il est prévu qu'il s'installe à côté du nouveau conservatoire de musique dans un espace de 4 000 m2, soit quatre fois sa surface actuelle.
Fortement ancré dans la ville de Sète et en Occitanie, le MIAM a également une aura nationale et internationale avec ses expositions in situ, mais aussi « hors les murs ». En effet, le MIAM a co-organisé des expositions avec des fonds de sa collection dans tout l'hexagone ainsi qu'à l'étranger avec notamment une grande exposition MAAT à Lisbonne.

### Les collections
Le MIAM abrite les collections de ses deux fondateurs, Hervé Di Rosa et Bernard Belluc. Ce fonds est constitué de milliers d'objets de l'art modeste, manufacturés ou artisanaux. Ce sont pour l'essentiel des jouets, des figurines, des gadgets et d'autres objets divers. Ils proviennent des périphéries de l'art brut, de l'art naïf ou de l'art populaire.
Un ensemble de créations ont également été réalisées pour le musée dans le cadre de la commande publique, comme des sculptures de Théodore et de Calixte Dakpogan, une maquette futuriste de Bodys Isek Kingelez ou la musique de Pascal Comelade.
La cour intérieure du MIAM accueille « Le jardin des plantes modestes » réalisé par l'artiste-botaniste Liliana Motta.

### Petite épicerie du MIAM
Créée en 2010, la petite épicerie du MIAM est le service pédagogique du musée. Il a été pensé et est réalisé par l'école municipale des beaux-arts de Sète.
Les ateliers de pratiques artistiques sont réalisés par des enseignants de l'école des beaux-arts avec des artistes invités dans un esprit de curiosité aventureuse proche de celui du MIAM et par des approches spécifiques liées aux expositions temporaires,.

## Expositions
- Fictions Modestes & Réalités Augmentées (exposition en cours) prend sa source dans un territoire peu exploré, celui de La « S » Grand Atelier, un centre d’art insolite, niché au cœur de l’Ardenne belge, là où dans une caserne désaffectée, des artistes bruts rencontrent et collaborent régulièrement avec des artistes contemporains.
- Psychédélices et Forever MIAM (4 juin 2021 au 9 janvier 2022) - Forever MIAM raconte l’histoire du musée, depuis sa création en 2000 par Hervé Di Rosa et Bernard Belluc, et derrière, la programmation d’une quarantaine d’expositions et l’histoire des Arts Modestes. Psychédélices Le MIAM défriche et présente les œuvres d’artistes français influencés par le mouvement psychédélique. De la genèse à nos jours, de nombreuses œuvres inédites issues de collections privées et d’institutions seront exposées dans un kaléidoscope jubilatoire à l’image de cette parenthèse enchantée…
- Mondo Dernier Cri, une internationale serigrafik (8 février 2019 au 31 janvier 2021), exposition consacrée au collectif Le Dernier Cri, avec Pakito Bolino (artiste et commissaire de l'exposition), avec plus de 400 livres, 200 sérigraphies et des films d'animations.
- La Part modeste (4 juillet 2019 - 5 janvier 2020)[8], exposition collective sur l'art modeste, commissaires de l'exposition Martine Buissart, Norbert Duffort, artistes : Bernard Belluc, Jacques Bonnard, Patrice Carré, Delphine Coindet, Gérard Collin-Thiébaut, Raquel Dias, Hervé Di Rosa, Elisa Fantozzi, Charlotte Guinot-Bacot, Marie-Caroline Hominal, Hélène Iratchet, Bertrand Lavier, Jean-Luc Montginoul.
- Kinshasa Chroniques (octobre 2018 à mars 2019), exposition avec des artistes de Kinshasa en République Démocratique du Congo. Exposition co-produite par le musée international des Arts modestes et la Cité de l’architecture et du patrimoine.
- Évasions l'art sans liberté (7 avril - 23 septembre 2018)[9], montrant les œuvres et travaux artistiques produits dans des espaces de privation de liberté, commissaires de l'exposition Norbert Duffort, Anne Georget, Pascal Saumade.
- Carmelo Zagari - carnaval des yeux (14 octobre 2017 - 11 mars 2018)[10],[11], commissaire de l'exposition Norbert Duffort.
- En toute modestie - L'archipel Di Rosa (3 février - 17 septembre 2017)[12], commissaire de l'exposition Julie Crenn.
- Shadoks (18 juin - 31 décembre 2016)[13], sur la série les Shadoks, commissaires de l'exposition Norbert Duffort et Thierry Dejean.
- Providence (4 décembre 2015 - 22 mai 2016)[14], sur la production artistique des artistes de Providence, capitale de l’État du Rhode Island (États-Unis), commissaire de l'exposition Jonas Delaborde, artistes : Mat Brinkman, Melissa Brown, Brian Chippendale, Jessica Ciocci, Jim Drain, Philippe Druillet, C.F., Leif Goldberg, Jungil Hong, Ben Jones, Marie Lorenz, Takeshi Murata et Billy Grant, Ara Peterson, Francine Spiegel et Judi Rosen.
- Véhicules, auto, moto, vélo, train, avion et bateau (28 mars au 20 septembre 2015) Norbert Duffort (commissaire de l’exposition) ; artistes : David Braillon, Roderick Buchanan, Benedetto Bufalino, François Burland, John Byam, Patrice Carré, Michel Gondry et Sylvain Arnoux, Olivier Grossetête, Raymond Hains, Johann Hauser, Lorna Hylton, Franz Kernbeis, Vincent Lamouroux & Raphaël Zarka, Bertrand Lavier, Panamarenko, Jean-Luc Parant.
- Manila Vice (13 avril au 22 septembre 2013), dont le commissaire Manuel Ocampo (en) faisait découvrir Manille, ses paysages extrêmes et ses artistes[15].
- Les Trésors de l'Art modeste (décembre 2012/mars 2013)[16].
- Gromiam les 20 ans de Groland (juin 2012/novembre 2012)[17].
- My Winnipeg (novembre 2011/avril 2012)[18].
- Les Territoires de l'Art modeste (novembre 2010/octobre 2011)[19].
- Global Caraïbes (juin 2010/octobre 2010)[20].
- Sur le fil (décembre 2009/mai 2010)[21].
- @ Table! (juin 2009/novembre 2009)[22].
- Kitsch Catch (décembre 2008/mars 2009)[23].
- Coquillages et crustacés (juin 2008/novembre 2008)[24].
- L'Art modeste sous les bombes (juin 2007/mai 2008)[25].
- 1000 pavois ? (mars 2007/juin 2007).
- Bang ! Bang ! trafic d'armes de Saint-Étienne à Sète » (juin 2006/janvier 2007)[26].
- Le Manège enchanté (décembre 2005/mars 2006)[27].
- Paradirama (juin 2005/novembre 2005)[28].
- Les Hommes de sucre (février 2005/mai 2005).
- Miam Miam glouglou (octobre 2004/janvier 2005)[29].
- Narcochic Narcochoc (avril 2004/décembre 2004)[30].
- Carlo Zinelli (janvier 2004/mars 2004)[31].
- Raynaud (juin 2003/novembre 2003)[32],[33].
- Chapoleon (juin 2003/février 2004).
- Pop up (mai 2003/décembre 2003).
- Au hasard le paysage (décembre 2002/mars 2003).
- Cinémodeste, il était une fois de Broadway à Accra (septembre 2002/décembre 2002)[34].
- Les Biascamano une famille d'artistes (avril 2002/juillet 2002).
- King Size (juin 2001/octobre 2001).
- Mexico ! Mexico ! exposition inaugurale (novembre 2000)[35].